# رودخانه پرچکا
رودخانه پرچکا (به انگلیسی: Porečka (river)) رودخانه‌ای است که در صربستان جریان دارد.